# Gabi Rosendoren
Gabi Rosendoren (30 ottobre 1947 – 27 aprile 1980) è stato un calciatore israeliano, di ruolo centrocampista.

## Palmarès

### Club

#### Competizioni nazionali
- Campionato israeliano: 1

Maccabi Netanya: 1977-1978
- Coppa d'Israele: 1

Maccabi Netanya: 1977-1978
- Supercoppa d'Israele: 1

Maccabi Netanya: 1978

#### Competizioni internazionali
- Coppa Piano Karl Rappan: 1

Maccabi Netanya: 1978